# 乱破S.S.
『乱破S.S.』（らっぱセキュリティーサービス）は、椎名高志による日本の漫画作品。『週刊少年サンデー増刊号』（小学館）において連載された『(有) 椎名百貨店』で掲載された作品。
読み切り作品であるが連載枠内で計3作が作られ、『(有) 椎名百貨店』の連載終了後もさらに集中連載の形で3作が発表された。これら全6作は共に小学館から刊行された単行本『(有) 椎名百貨店』に収録されている。

## あらすじ
主人公伊能せいこうは、目立つ事を極端に嫌い、平穏無事に生きていく事を望む小学生の男の子。そんな彼の家に、ある日「乱破（らっぱ）」と名乗る二人組がやって来る。2人は、姉の氷雅（ひょうが）と弟の妖岩（ようがん）。そして、乱破とは忍者の事である。伊能家は先祖に故あって、家の子供は代々「乱破」に警護されてきており、今度は、せいこうが彼らの世話受ける事になったのだ。任務に一途な妖岩と何を考えているのか分からない氷雅…性格の全く異なる2人であるが、共通するのは並外れた身体能力と、非常識な行動。せいこうを巡って2人が巻き起こすドタバタは、主人公の級友たちをも巻き込み展開していく。
本作は、学校や近所という身近な世界を舞台としながら、そこで異質な存在が騒ぎを起こす痛快さを描いたギャグコメディとなっている。

## 登場人物
伊能らメインキャラクターの3人は、同作者の短編作品『長いお別れ』や代表作である『GS美神 極楽大作戦!!』でも何度か登場している。
伊能せいこう
本編の主人公。常識人であり、ツッコミ役にまわることが多い。運動能力も学習能力もこれといって高くなく、平凡に生きることを望んでいる。当初は妖岩と氷雅に嫌悪感を抱いていたが、その後彼らの事情なども理解していく。
平凡に生きることを望んでいたが、妖岩と氷雅の登場により、それが不可能となってしまう。クラスメートの香山に好意をもたれており、それにより2学期の学級委員選挙では1票のみ獲得したり、バレンタインデーにチョコをもらったりしている。妖岩と氷雅の行動にはしだいに慣れていき、必要なときは自分から協力をあおぐようになる。
名前のモデルはいとうせいこう。
妖岩　
忍者の少年。姉の氷雅とともに代々伊能家に仕える忍者の家系の末裔。無口で、少々バカ正直な面がある。極度の無口で言葉を話すときも耳打ちするか、もしくは目で訴える。姉に踊らされることが多く、結果的にせいこうに迷惑をかけることもあるが、姉よりは忠実。
忍術の腕も姉ほどではないが高い方である。しかし、バレバレな忍術を使うことも多い。無表情であるが、『(有) 椎名百貨店』の書き下ろし4コマには笑ったような表情も載せられている。日常の常識を知らないところがあり、ドッジボールを生贄の儀式と姉に騙されたこともある。常識を知らない点を除けば考え方などは普通であり、ブラックジョークを言う姉を止めようとすることも。
氷雅
忍者の少女。弟の妖岩と違い愛想がよく口も達者。弟との仲はいいが、どこまで本気なのかわからないブラックなジョークを放つことが多く、弟がそれを真に受け、せいこうに迷惑をかけることも多い。忍術の腕は高いが、その性格が災いし失敗することも。
自身の目的のため主君であるせいこうですら犠牲にすることもあるが、そのせいこうを守るためなら他人の犠牲もいとわない。
宝徳竜太
せいこうたちの前に現れるヤクザ。氷雅などの暗躍により数回逮捕されている。椎名高志の他の作品にもたびたび登場している。
香山夏子
せいこうのクラスメート。せいこうに好意を持っている様子。
池田
せいこうのクラスメート。2学期の学級委員選挙では、35票獲得。
一条
せいこうのクラスメート。2学期の学級委員選挙では、35票獲得。
池田
せいこうのクラスメート。2学期の学級委員選挙では、35票獲得。
丸田町
せいこうのクラスメート。ガキ大将。
織田
せいこうのクラスメート。成績優秀。スポーツ万能。
桜井啓子
せいこうのクラスの担任。

## 掲載
乱破S.S.
『(有) 椎名百貨店』第4話。『週刊少年サンデー増刊号』1990年7月号掲載。30ページ。
乱破S.S. 2
『(有) 椎名百貨店』第10話。『週刊少年サンデー増刊号』1991年1月号掲載。30ページ。
乱破S.S. 3
『(有) 椎名百貨店』第14話（連載最終回）。『週刊少年サンデー増刊号』1991年5月号掲載。30ページ。
乱破S.S. 4
集中連載第1話。『週刊少年サンデー増刊号』1991年12月号掲載。16ページ。
乱破S.S. 5
集中連載第2話。『週刊少年サンデー増刊号』1992年1月号掲載。16ページ。
乱破S.S. 6
集中連載第3話（集中連載最終回）。『週刊少年サンデー増刊号』1992年2月号掲載。16ページ。